# Crime Fighters
Crime Fighters (クライムファイターズ) est un jeu vidéo beat-em-up à side-scrolling, publié en 1989 par Konami pour les bornes d'arcades. Le joueur prend le contrôle d’un policier infiltré chargé de sauver un groupe de filles enlevées par un chef criminel.
Tout comme la version arcade de Teenage Mutant Ninja Turtles de Konami (sortie la même année), le jeu était disponible dans une borne d'arcade avec un équipement pour passer la borne d'arcade à 2 ou 4 joueurs (généralement destinés à Atari Games). Gauntlet (jeu vidéo de 1985), Gauntlet II et Main Event de Konami). Contrairement aux Tortues Ninja, chaque personnage est identique, à l'exception d'une palette de couleurs différente. Crime Fighters a été suivi d'une suite intitulée Vendetta (publiée au Japon sous le nom de Crime Fighters 2).

## Système de jeu
Dans la version à quatre joueurs, la position de chaque joueur dispose de sa propre fente pour les pièces de monnaie et chaque valeur de crédit ajoute une centaine de points de vie à cette position, ce qui draine lentement un point de vie. Les joueurs peuvent se frapper accidentellement et amener leurs alliés à déposer leurs armes de manière permanente. Après avoir vaincu le boss à la fin de chaque niveau , si le jeu compte plus d'un joueur actuel, les joueurs ont une limite de temps qui s'actualise lorsqu'un joueur est blessé et invite les joueurs à se battre aussi longtemps qu'ils le souhaitent et à perdre de la santé. Bien que certains points de vie soient accordés à la fin du temps imparti, il est possible de perdre plus de points de vie que ceux accordés au cours de ce combat. La version à deux joueurs donne aux joueurs un nombre défini de vies et le système de santé / minuterie est remplacé par un indicateur de durée de vie standard et un compteur de durée de vie similaires à Double Dragon.
Les joueurs commencent au premier niveau de jeu, le métro. En abattant les premiers ennemis, une grande icône demande au joueur de donner un coup de pied à ses adversaires. Il y a des boutons pour frapper et frapper ; appuyer sur les deux exécute un coup de pied tournant. Il est également possible d'attraper des ennemis et de les attaquer, ainsi que de leur donner un coup de pied dans le ventre pour les étourdir. Beaucoup d'ennemis ont des armes. Certains ennemis utilisent toujours des couteaux pour attaquer, tandis que certains ennemis « punk » auront des tuyaux en plomb et plus tard des armes de poing. En tuant ces ennemis, un joueur peut ramasser une arme et l'utiliser indéfiniment.
Dans la phase finale, le boss final lance une clé aux joueurs et leur dit de la récupérer. Cela permettra au boss de sortir une mitrailleuse et de tirer sur les joueurs. Si le joueur est à court de santé à ce stade, le jeu se termine et un "bad ending" est observé, le boss final invitant les joueurs à réessayer. Le joueur peut toutefois choisir de ne pas obtenir la clé et donner un coup de pied (ou tirer si le joueur a une arme de poing) sur le méchant principal à plusieurs reprises jusqu'à ce qu'il soit vaincu. Après avoir gagné le jeu, le joueur sera ensuite soumis à un boss rush difficile, où il devra tuer tous les boss du jeu, qui apparaîtront tous à l’écran en même temps .

## Accueil
Crime Fighters a reçu la note de 7/10 par Gamekult.

## Voir également